# Flammage

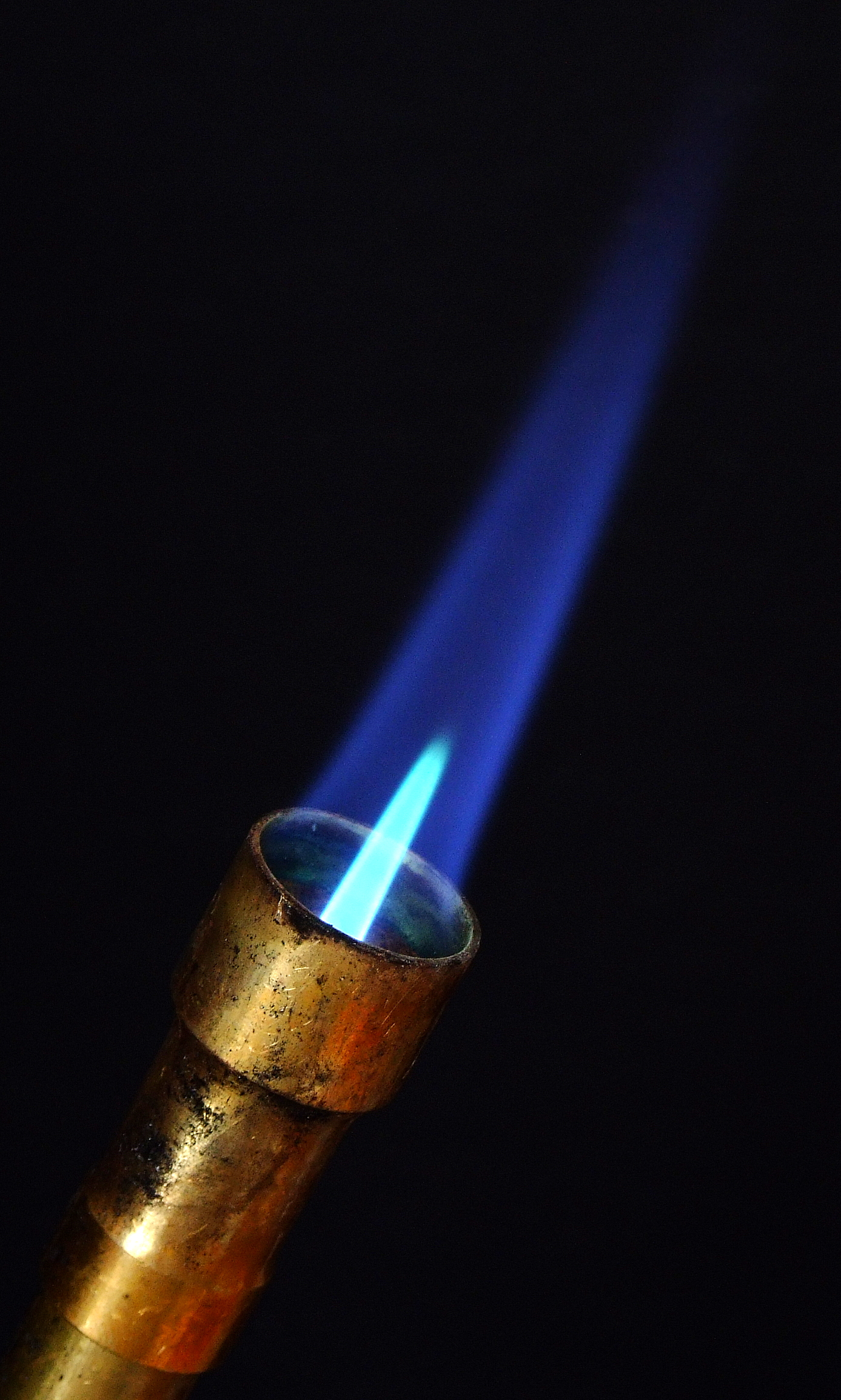
Flamme de gaz carburant prémélangé avec de l'air

Le flammage est une méthode de traitement de surface d’un matériau, notamment les matières plastiques à la flamme pour obtenir des produits d’oxydation qui améliorent la mouillabilité et l’adhérence d’un produit de revêtement ou, même, qui les rendent possibles.

## Flamme
La flamme est le résultat du pré-mélange d'un gaz combustible avec de l'air. La flamme a un cône intérieur bleu clair, appelé primaire, et un cône extérieur bleu terne, appelé secondaire. La partie la plus chaude de la flamme est le cône primaire, qui peut atteindre 1 800 °C. La pointe du cône primaire contient des espèces chimiques hautement réactives, notamment du dioxygène non brûlé, du dioxyde de carbone, de la vapeur d'eau et des radicaux libres de l'oxygène atomique et d'hydroxyle.

## Mode opératoire
Pour traiter une surface rapidement et uniformément, de nombreux jets de gaz sont alignés en une longue rangée sur un seul brûleur. Les flammes qui en résultent sont dirigées vers la surface à traiter. Le matériau traité passe rapidement directement devant ou sous les cônes primaires. La surface est en contact avec la flamme pendant moins d'une seconde. La surface est traitée rapidement, sans laisser le matériau fondre.
Le traitement à la flamme est plus rapide que le traitement corona, mais nécessite un équipement plus compliqué et plus coûteux.

## Mécanisme
Les polyoléfines, en particulier le polyéthylène et le polypropylène, se lient mal, car elles sont constituées de longues molécules non polaires. Sans traitement spécial, les adhésifs, les encres, les peintures et autres revêtements ne peuvent pas être appliqués à ces matériaux. En appliquant rapidement une flamme à une surface, les chaînes moléculaires sont brisées et des groupes fonctionnels polaires sont ajoutés. Le flammage brûle également la poussière, les fibres, les huiles et autres contaminants de surface.
Les espèces chimiques réactives dans la flamme cassent les molécules à longue chaîne dans le matériau plastique et se fixent aux points de rupture, entraînant des fonctions ponctuelles polaires à la surface. À l'échelle microscopique, la surface devient également plus rugueuse.